# Циклопическая кладка
Циклопи́ческая кла́дка — конструкция, состоящая из массивных каменных валунов, подогнанных друг к другу с минимальным количеством глиняного связующего раствора или без такового. Валуны могут казаться вовсе необработанными, промежутки между камнями заполнены мелкими камнями. Устойчивость всего сооружения достигается только силой тяжести каменных глыб.
Циклопические постройки относятся большей частью к бронзовому веку.
Термин возник из-за убеждённости греков классического периода в том, что только мифические циклопы (киклопы) способны передвигать каменные глыбы, из которых воздвигнуты стены Микен и Тиринфа. В «Естественной истории» Плиния говорится, что от Аристотеля пошла традиция считать циклопов создателями каменных башен.

## География распространения

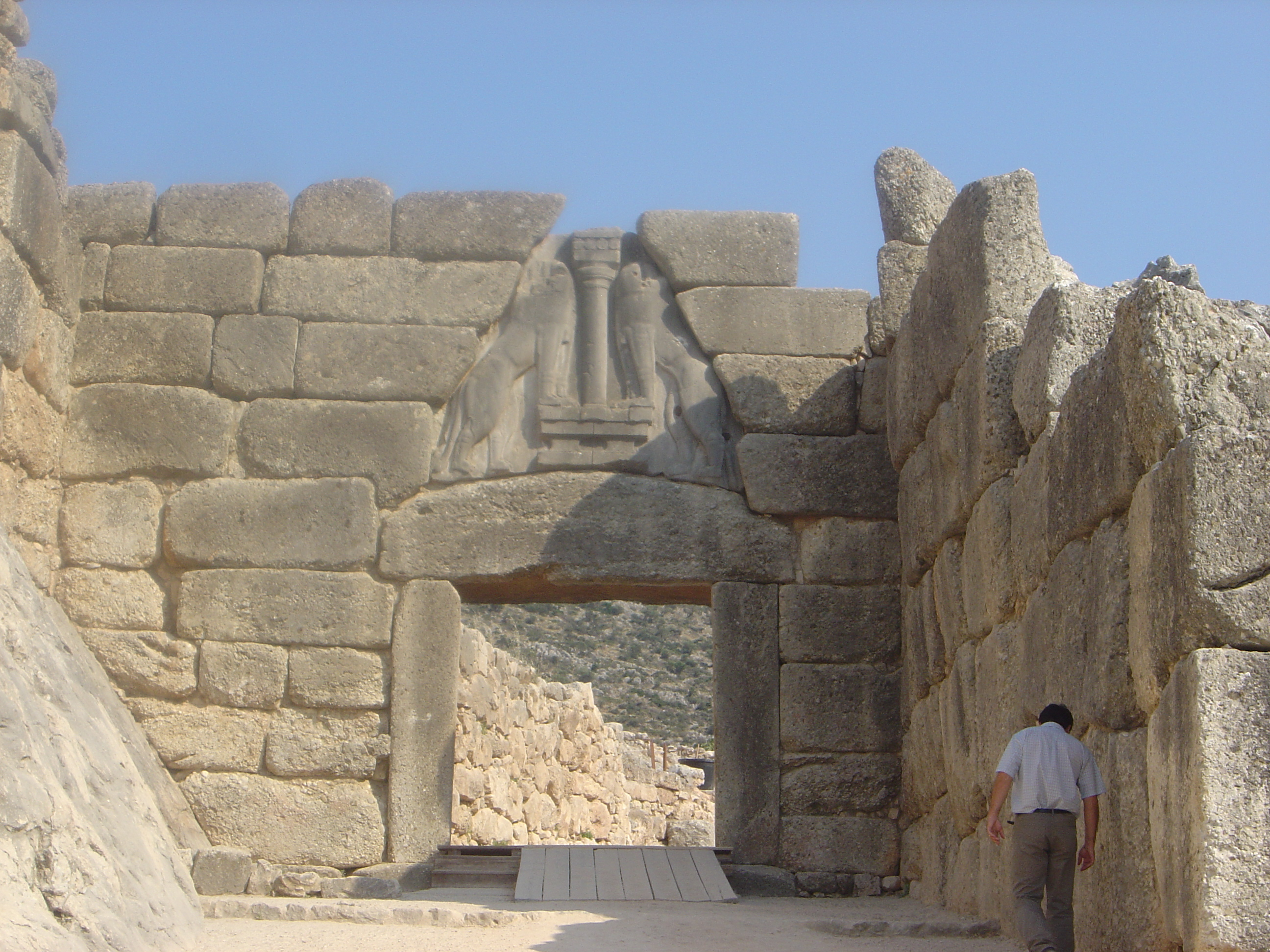
Циклопическая кладка в Микенах (Греция), так называемые «Львиные ворота»

Циклопическая кладка чаще всего встречается на территории Средиземноморья, Армянского нагорья (более распространённое название «Циклопический замок»). Один из наиболее известных примеров так называемые «Львиные ворота» в Микенах, сооружённые в XIV—XIII вв. до н. э.
На территории России циклопические сооружения встречаются в горной зоне Ингушетии (вблизи средневековых городов-поселений Таргим, Хамхи, Эгикал, Дошхакле, Карт и др.).

### Храм Гарни

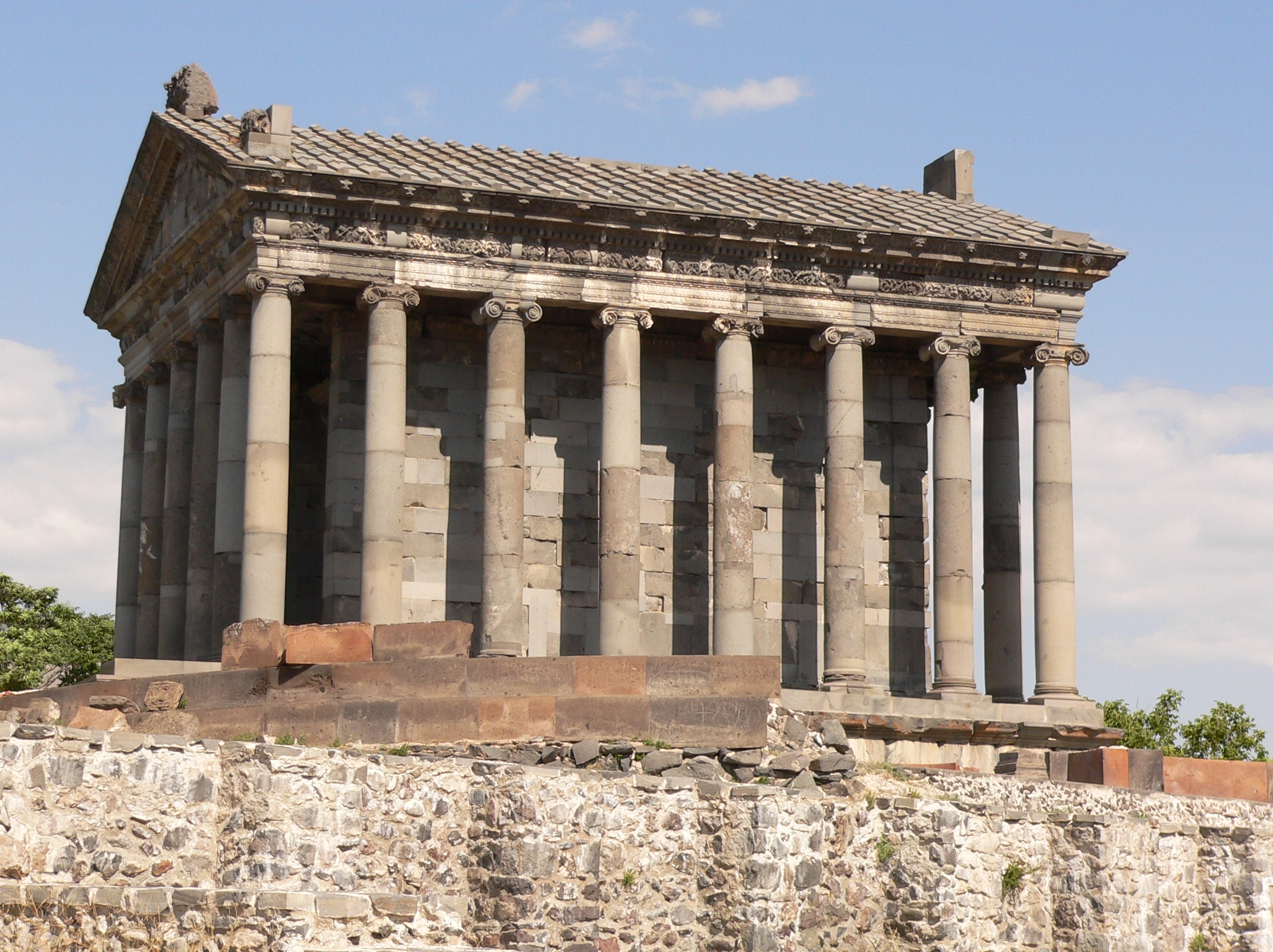
Храм Гарни (Армения)

В фундаменте стены армянского храма Гарни обнаружены остатки циклопической крепости бронзового века. Затем следует более поздняя кладка (первой половины III века до н. э.) из чисто отёсанных базальтовых глыб весом до 6 тонн, без применения известкового раствора. Тяжёлые плиты скреплены железными скобами, залитыми свинцом. Верхний ряд стены состоит из такой же кладки и относится к I веку н. э.

### Крепость Саксайуаман

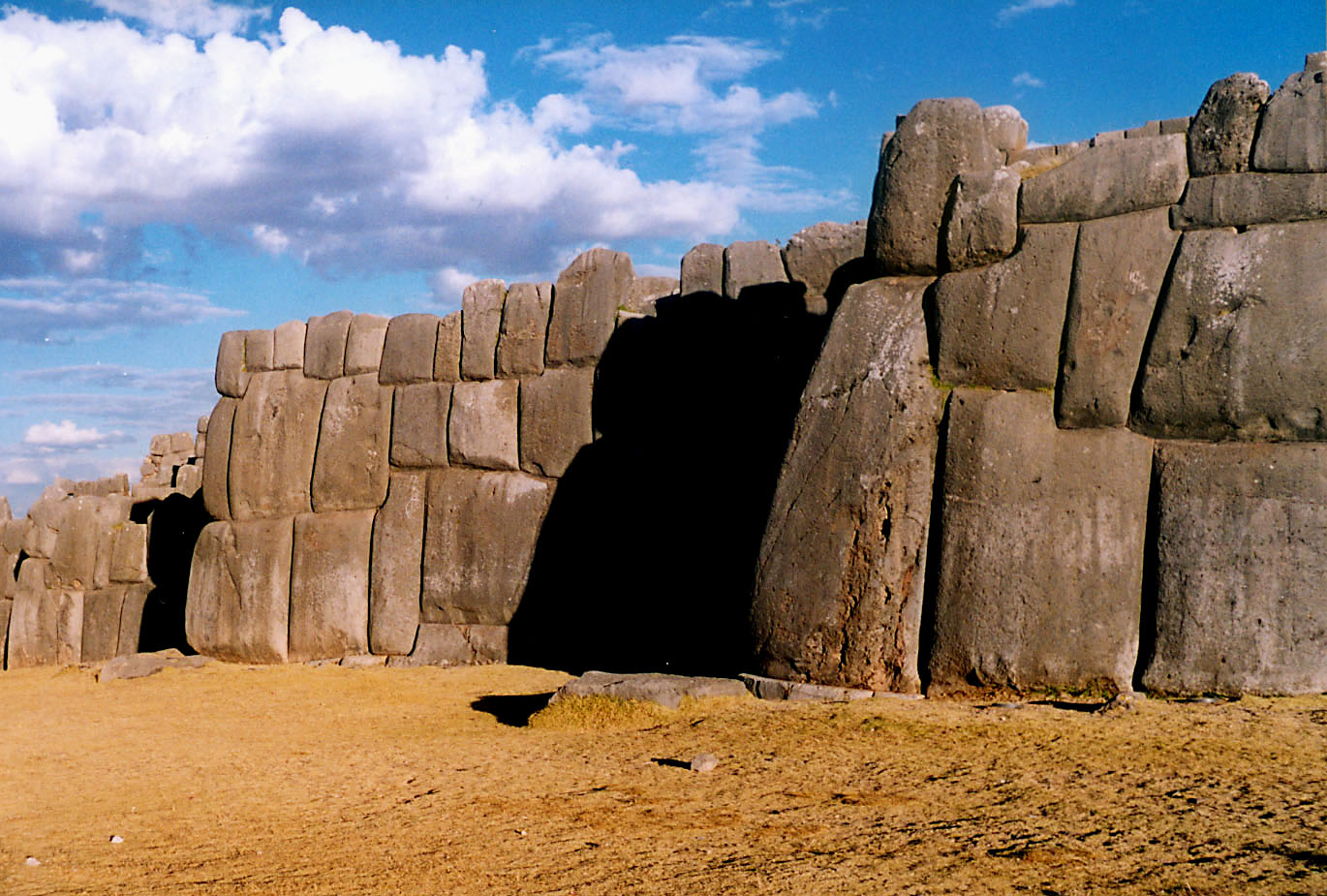
Стена крепости Саксайуаман (Перу), выложенная циклопической кладкой

Саксайуаман (кечуа Saksaywaman — букв. «сытый ястреб»; в испанской транскрипции Sacsayhuaman) — крепость в Куско, (Перу), воздвигнутая, по преданию, первым Инкой Манко Капаком. В плане Куско, напоминающем пуму, является её зубами.
Особенностью Саксайуамана является очень точная подгонка неравных по размеру и форме камней друг к другу и слегка наклонённые внутрь стены, благодаря чему эта постройка обладает феноменальной сейсмостойкостью.

## Циклопическая кладка в наше время
В настоящее время циклопической называют такую кладку, при изготовлении которой необработанные камни укладываются в толстый слой раствора.